# Jazz in 3/4 Time
Jazz in 3/4 Time ist ein Album des US-amerikanischen Jazz-Schlagzeugers Max Roach. Die darin enthaltenen Stücke wurden im März 1957 bzw. im September 1956 aufgenommen und durch das Label EmArcy Records veröffentlicht.

## Bedeutung des Albums
Schlagzeuger Roach leitete Mitte der 1950er Jahre gemeinsam mit Clifford Brown ein Quintett, das er nach dessen Tod weiterführte. Kenny Dorham war der neue Trompeter. Pianist dieser Aufnahmen war mit einer Ausnahme Billy Wallace, der als einer der wenigen beidhändigen Klavierspieler des Hardbop gewürdigt wird, auch wenn es keine späteren Aufnahmen von ihm gibt.
Das fast ausnahmslos im März 1957 in Hollywood eingespielte Album unterscheidet sich von anderen zeitgenössischen Aufnahmen durch seine radikale Auswahl der interpretierten Stücke. Es handelte sich um das erste Album in der Geschichte des Jazz, das nur Jazzwalzer enthielt. Neben drei Standards, die hier anders als bis dahin im Jazz üblich, im Drei-Viertel-Takt dargeboten wurden, enthielt das Album zwei Eigenkompositionen des Bandleaders und den sehr ausgedehnten Valse Hot von Saxophonist Sonny Rollins.

## Titelliste
(Die Stücke sind von Max Roach komponiert, wenn nicht anders angegeben)
1. Blues Waltz – 6:33
2. Valse Hot (Sonny Rollins) – 14:24
3. I’ll Take Romance (Oscar Hammerstein II, Ben Oakland) – 14:24
4. Little Folks – 4:34
5. Lover [Monoaufnahme] (Hart, Rodgers) – 5:39
6. Lover [Stereoaufnahme] (Hart, Rodgers) – 5:37
7. The Most Beautiful Girl in the World (Hart, Rodgers) – 7:05

## Rezeption
All About Jazz zufolge wurde das Album zum Zeitpunkt seiner Veröffentlichung wegen des Walzerprogramms als irgendwie revolutionär beurteilt.
Allmusic bewertete das Album mit vier Sternen; Scott Yanow schrieb, das Album mit seinen herausragenden Darbietungen beweise, „daß Jazz nicht immer im 4/4–Takt stehen muß, um zu swingen“.